# Hawaiian Airlines
Hawaiian Airlines es una aerolínea comercial de Hawái, Estados Unidos. Su aeropuerto principal es el Aeropuerto Internacional Daniel K. Inouye en la isla de Oahu y el aeropuerto secundario es el Aeropuerto de Kahului en la isla de Maui, ambos en Hawái. Es la única aerolínea que opera vuelos entre las islas de Hawái.

## Destinos
Hawaiian Airlines opera con destinos en varios países y territorios de Asia y el Pacífico. La aerolínea agregó su octavo destino internacional, el Aeropuerto Internacional de Incheon, cerca de Seúl, Corea del Sur, el 12 de enero de 2011.[42] También tiene vuelos internacionales directos diarios y semanales sin escalas desde Honolulu a Tahití, Australia, Corea del Sur, Japón y Nueva Zelanda.
| País                           | Ciudad         | Aeropuerto                                         | Notas                 | Refs                       |
| ------------------------------ | -------------- | -------------------------------------------------- | --------------------- | -------------------------- |
| Australia                      | Brisbane       | Aeropuerto de Brisbane                             | Finalizado            | [ 3 ] [ 4 ] [ 5 ]          |
| Australia                      | Sídney         | Aeropuerto Internacional Kingsford Smith           |                       | [ 3 ]                      |
| China                          | Pekín          | Aeropuerto Internacional de Pekín-Capital          | Finalizado            | [ 6 ] [ 7 ]                |
| Corea del Sur                  | Seúl           | Aeropuerto Internacional de Incheon                |                       | [ 8 ]                      |
| Estados Unidos (Alaska)        | Anchorage      | Aeropuerto Internacional Ted Stevens Anchorage     | Estacional            | [ 9 ]                      |
| Estados Unidos (Arizona)       | Phoenix        | Aeropuerto Internacional de Phoenix-Sky Harbor     |                       | [ 3 ]                      |
| Estados Unidos (California)    | Long Beach     | Aeropuerto de Long Beach                           |                       | [ 3 ] [ 10 ]               |
| Estados Unidos (California)    | Los Ángeles    | Aeropuerto Internacional de Los Ángeles            |                       | [ 3 ]                      |
| Estados Unidos (California)    | Oakland        | Aeropuerto de Oakland de la Bahía de San Francisco |                       | [ 3 ]                      |
| Estados Unidos (California)    | Ontario        | Aeropuerto Internacional LA/Ontario                | Finalizado            | [ 11 ] [ 12 ]              |
| Estados Unidos (California)    | Sacramento     | Aeropuerto Internacional de Sacramento             |                       | [ 3 ]                      |
| Estados Unidos (California)    | San Diego      | Aeropuerto Internacional de San Diego              |                       | [ 3 ]                      |
| Estados Unidos (California)    | San Francisco  | Aeropuerto Internacional de San Francisco          |                       | [ 3 ]                      |
| Estados Unidos (California)    | San José       | Aeropuerto Internacional de San José               |                       | [ 3 ]                      |
| Estados Unidos (Florida)       | Orlando        | Aeropuerto Internacional de Orlando                | Finalizado            |                            |
| Estados Unidos (Hawái)         | Hilo           | Aeropuerto Internacional de Hilo                   |                       | [ 3 ]                      |
| Estados Unidos (Hawái)         | Honolulu       | Aeropuerto Internacional Daniel K. Inouye          | Centro de operaciones | [ 3 ]                      |
| Estados Unidos (Hawái)         | Kahului        | Aeropuerto de Kahului                              | Centro de operaciones | [ 3 ]                      |
| Estados Unidos (Hawái)         | Kona           | Aeropuerto Internacional de Kona                   |                       | [ 3 ]                      |
| Estados Unidos (Hawái)         | Lihue          | Aeropuerto de Lihue                                |                       | [ 3 ]                      |
| Estados Unidos (Massachusetts) | Boston         | Aeropuerto Internacional Logan                     |                       | [ 3 ] [ 13 ]               |
| Estados Unidos (Nevada)        | Las Vegas      | Aeropuerto Internacional Harry Reid                |                       | [ 3 ]                      |
| Estados Unidos (Nueva York)    | Nueva York     | Aeropuerto Internacional John F. Kennedy           |                       | [ 3 ]                      |
| Estados Unidos (Oregón)        | Portland       | Aeropuerto Internacional de Portland               |                       | [ 3 ]                      |
| Estados Unidos (Texas)         | Austin         | Aeropuerto Internacional de Austin-Bergstrom       | Finalizado            | [ 12 ]                     |
| Estados Unidos (Utah)          | Salt Lake City | Aeropuerto Internacional de Salt Lake City         |                       | [ 3 ] [ 14 ]               |
| Estados Unidos (Washington)    | Seattle        | Aeropuerto Internacional de Seattle-Tacoma         |                       | [ 3 ]                      |
| Filipinas                      | Manila         | Aeropuerto Internacional Ninoy Aquino              | Finalizado            | [ 15 ]                     |
| Guam                           | Agaña          | Aeropuerto Internacional Antonio B. Won Pat        | Finalizado            | [ 16 ]                     |
| Islas Cook                     | Rarotonga      | Aeropuerto Internacional Rarotonga                 |                       | [ 3 ]                      |
| Japón                          | Fukuoka        | Aeropuerto de Fukuoka                              |                       | [ 3 ] [ 17 ] [ 18 ] [ 19 ] |
| Japón                          | Osaka          | Aeropuerto Internacional de Kansai                 |                       | [ 3 ] [ 20 ]               |
| Japón                          | Sapporo        | Nuevo Aeropuerto de Chitose                        | Finalizado            | [ 3 ] [ 21 ]               |
| Japón                          | Sendai         | Aeropuerto de Sendai                               | Finalizado            | [ 22 ] [ 23 ]              |
| Japón                          | Tokio          | Aeropuerto Internacional de Haneda                 |                       | [ 3 ]                      |
| Japón                          | Tokio          | Aeropuerto Internacional de Narita                 |                       | [ 3 ] [ 24 ]               |
| Nueva Zelanda                  | Auckland       | Aeropuerto Internacional de Auckland               | Estacional            | [ 3 ] [ 25 ]               |
| Polinesia Francesa             | Papeete        | Aeropuerto Internacional Faa'a                     |                       | [ 3 ]                      |
| Samoa                          | Apia           | Aeropuerto Internacional Faleolo                   | Finalizado            |                            |
| Samoa Americana                | Pago Pago      | Aeropuerto Internacional de Pago Pago              |                       | [ 3 ]                      |
| Taiwán                         | Taipéi         | Aeropuerto Internacional de Taiwán Taoyuan         | Finalizado            | [ 26 ]                     |

### Acuerdos de código compartido
Hawaiian Airlines tiene acuerdos de código compartido con las siguientes aerolíneas:
- Alaska Airlines[28]
- American Airlines
- China Airlines
- Delta Air Lines
- Japan Airlines
- JetBlue Airways
- Korean Air
- Philippine Airlines
- Qantas
- Turkish Airlines
- United Airlines

### Acuerdo interlineal
Hawaiian Airlines tiene acuerdos interlineal con las siguientes aerolíneas:
- APG Airlines
- Emirates
- Hahn Air
- Japan Transocean Air
- Norse Atlantic Airways
- South African Airways
- Sun Country Airlines
- Virgin Atlantic Airways

También tiene un acuerdo interlineal de carga con Southwest Airlines.

## Flota

### Flota actual
A julio de 2025, la flota de Hawaiian Airlines se compone de las siguientes aeronaves, con una edad media de 13 años:
| Avión              | En servicio | Órdenes | Pasajeros | Pasajeros | Pasajeros | Pasajeros | Notas                                                 |
| Avión              | En servicio | Órdenes | J         | Y+        | Y         | Total     | Notas                                                 |
| ------------------ | ----------- | ------- | --------- | --------- | --------- | --------- | ----------------------------------------------------- |
| Airbus A321neo     | 18          | —       | 16        | 44        | 129       | 189       |                                                       |
| Airbus A330-200    | 24          | —       | 18        | 68        | 192       | 278       |                                                       |
| Boeing 717-200     | 19          | —       | 8         | —         | 120       | 128       |                                                       |
| Boeing 787-9       | 4           | 13      | 34        | 79        | 187       | 300       | Entregas hasta 2028. Opción de 8 aviones adicionales. |
| Flota de Carga     |             |         |           |           |           |           |                                                       |
| Airbus A330-300P2F | 10          | —       | Carga     | Carga     | Carga     | Carga     | Operados por Amazon Air.                              |
| Total              | 75          | 13      |           |           |           |           |                                                       |